# 羊を数える

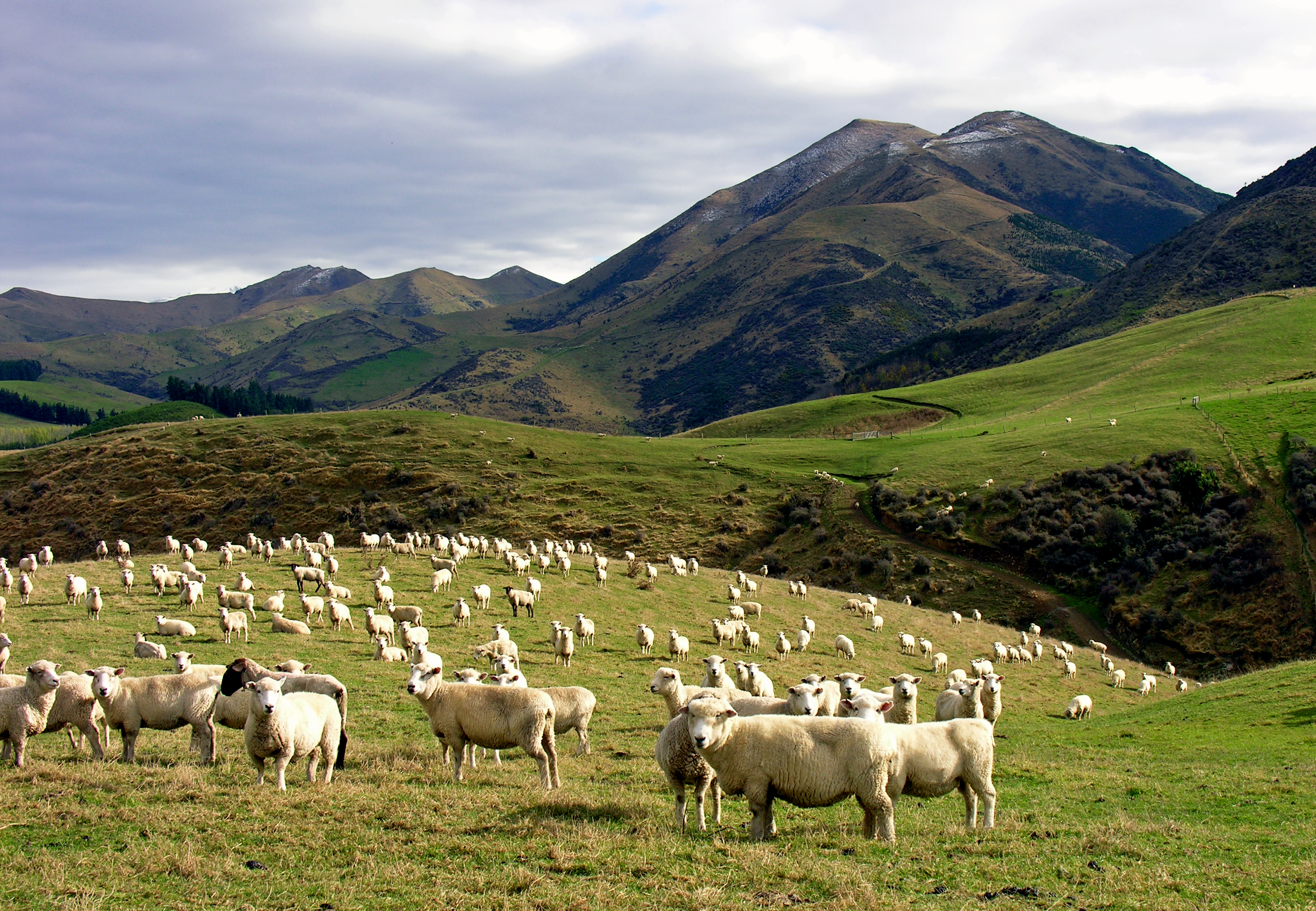
放牧場の羊

羊を数える（ひつじをかぞえる、英語: counting sheep）のは、一部の西洋文化において、自分を眠らせる手段として用いられる精神的な運動（健康法）である。
ほとんどの表現によれば、実践する人はフェンスを飛び越える同じ白い羊の数を数えながら、無限に続く一連の羊を思い描く。この考え方は、おそらく、単純で、反復的で、リズミカルなもので心を満たすことが退屈を誘うというもので、いずれも人間の入眠を助けることで知られている。
この習慣はほとんど思い込みであり不眠症の解決法として使われることはほとんどないが、カートゥーンやコミック・ストリップ、その他マスメディアでよく取り上げられるため、大衆文化において睡眠に対する概念に深く刻み込まれている。「羊を数える」（英語: counting sheep）という言葉は、英語では不眠症の慣用句となっており、羊という言葉そのものが睡眠、あるいは睡眠不足と結びついている。

## 有効性
この方法の有効性は、必要とされる精神力に左右されるかもしれない。オックスフォード大学の研究者が行った実験では、（羊などの）家畜を視覚化の対象としていないが、「砂浜や滝」を想像した被験者は、「単に考え事や心配事、懸念から気をそらす」ように言われた被験者よりも、より多くの精神的エネルギーを消費せざるを得ず、より早く眠りに落ちることがわかった。睡眠は、精神的エネルギーを消費する複雑な活動によって達成される。
ただし、日本語圏で羊を数えるのは意味がなく逆効果だという説もある。英語では羊（sheep）と眠り（sleep）の発音が似ていることから、この2つをかけることで眠りを誘発させる効果があると考えられるが、日本語では発音が全く違うためこの効果は期待できない。

## 起源
睡眠を得るための手段として羊を数えるという初期の言及は、1832年にハリエット・マーティノーが著した『経済学例解』（英: Illustrations of Political Economy）に見られる。
"It was a sight of monotony to behold one sheep after another follow the adventurous one, each in turn placing its fore-feet on the breach in the fence, bringing up its hind legs after it, looking around for an instant from the summit, and then making the plunge into the dry ditch, tufted with locks of wool. The process might have been more composing if the field might have been another man's property, or if the flock had been making its way out instead of in; but the recollection of the scene of transit served to send the landowner to sleep more than once, when occurring at the end of the train of anxious thoughts which had kept him awake."
1605年のミゲル・デ・セルバンテスの『ドン・キホーテ』には、さらに古い記述が見られる。（ただし、セルバンテスは「羊」を「山羊」に置き換えている。）
「漁師が渡す山羊の数を数えてくださいよ、一頭でも間違えると話はそこでおしまい、その先は続けられねえですから。」
セルバンテスはおそらく、12世紀初頭のスペインの著作『知者の教え』に登場する羊を数える話から、山羊を数える話を転用したのだろう。第12節の「王と語り部」（英: The King and his Story-teller）では、羊の数を数えるというアイデアをユーモラスに使っている。『知者の教え』は主にイスラム世界の文献資料を用いているが、羊の数を数えることは、おそらく12世紀初頭以前のイスラム世界では広く認識されていた習慣だったのだろう
19世紀末の作家の何人かは、睡眠を助けるために羊の数を数えることに言及している。1860年代から1870年代にかけては、セイバイン・ベアリング＝グールドが1868年に著した『Through flood and flame』で「疲れた彼女はため息をつきながら壁に顔を向け、生け垣の隙間を通って行く羊の数を数えて、まぶたを閉じて眠ろうとした。」（英: She turned her face to the wall with a weary sigh, and endeavoured, by counting sheep going through a hedge-gap, to trick sleep into closing her eyelids.）と出てくるように、一般的な用語となったようである。アレキサンダー・ウィリアム・マクファーレン（英: Macfarlane, Alexander William）は1891年に『Insomnia and Its Therapeutics』においてこの方法について著している。

## 大衆文化において
アメリカ合衆国の寝具メーカーであるサータが2000年に開始した「羊を数える」広告キャンペーンでは、羊のアニメキャラクターを使用している。この広告とキャラクターはアードマン・アニメーションズが制作した。
『Mr.ビーン』の第13話「おやすみなさい、ミスター・ビーン（Mr. ビーンの大失敗）」では、主人公がなかなか寝付けず、他の方法を試して失敗した後、彼は羊の群れの写真を取り出し、最初は指で、そして何度か数え損ねた後、電卓の助けを借りて数え始める。電卓のディスプレイに羊の数が（不正確ではあるが）表示されると、彼はようやく、そして即座に眠りに落ちる。
『ひつじのショーン』のスポーツをテーマとした2012年のシリーズ「チャンピオンシープス」（英: Shaun The Sheep Championsheeps）では、「羊を数える」という決まり文句は「障害物競走」というエピソードで描かれている。この短編エピソードでは、ショーンと仲間の羊たちが障害物競走に参加する。審判を務める犬のビッツァーも、観客である他の羊や農場の動物たちも、ショーンや他の羊たちがトラックを走り回り、ハードルを飛び越えるのを見て、みんな眠ってしまう。
フィリップ・K・ディックのSF小説『アンドロイドは電気羊の夢を見るか?』のタイトルはこの言葉が元になっている。